# Suitbertus-Stiftsplatz 8

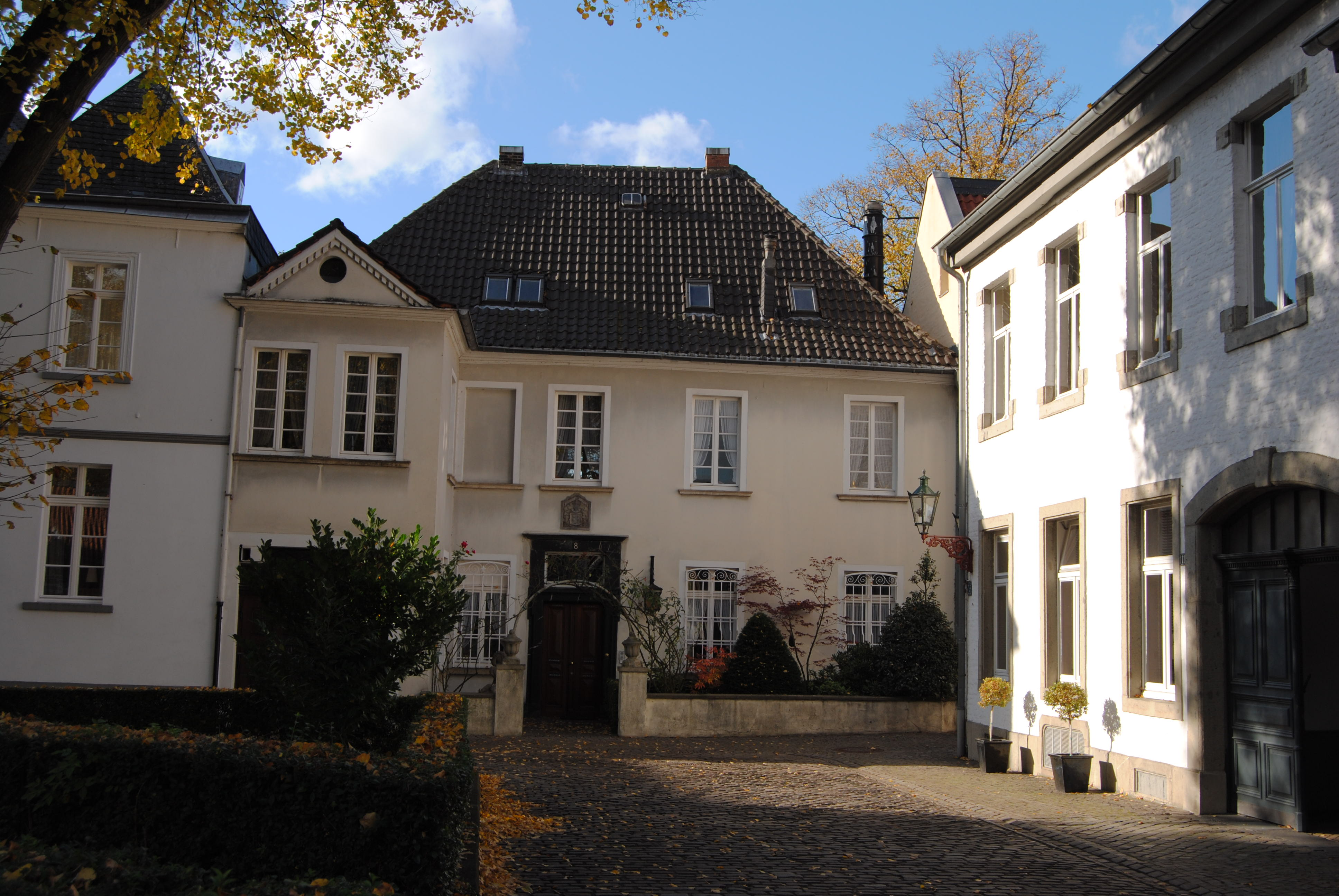
Haus Suitbertus-Stiftsplatz 8

Das Haus Suitbertus-Stiftsplatz 8 in Kaiserswerth, einem Stadtteil von Düsseldorf, wurde 1730 errichtet. Das Gebäude bei der Kirche St. Suitbertus ist ein geschütztes Baudenkmal.

## Beschreibung
Das zweigeschossige Walmdachhaus wurde 1730 vom Kanoniker von Hogerbach errichtet. Über dem Portal aus Ratinger Blaustein ist sein Wappen mit dem Wahlspruch fortiter et constanter (auf starke und standhafte Weise) angebracht. Das Innere ist noch mit der originalen hölzernen Treppe mit Baluster und Kölner Decken in allen Fluren ausgestattet.